# El Líder de Melipilla
El Líder de Melipilla es un semanario chileno editado en la ciudad de Melipilla, y de distribución en las provincias de Melipilla y Talagante en la Región Metropolitana de Santiago. Se publica los días sábado.
El periódico pertenece a la Empresa El Mercurio de Valparaíso S.A., perteneciente a El Mercurio S.A.P., y es impreso en los talleres de El Mercurio de Valparaíso en la capital regional.

## Historia
El semanario fue fundado el 10 de agosto de 2002 en la ciudad de Melipilla. El nombre del periódico está basado en su diario hermano El Líder de San Antonio.
El 12 de agosto de 2010, en el marco de su octavo aniversario, El Líder de Melipilla anunció varios cambios a su sitio web. En noviembre de 2010 el semanario renovó su sitio web, de manera de integrarlo al uso de redes sociales como Facebook y Twitter. Sin embargo, al poco tiempo la página fue deshabilitada y sus redes sociales se mantienen sin actualización.